# クリス・セイビン
クリス・セイビン（Chris Sabin、1982年2月4日 - ）は、アメリカ合衆国の男性プロレスラー。
本名、ジョシュ・ハーター（Josh Harter）、ミシガン州デトロイト出身。WWE所属。

## 来歴

### キャリア初期
地元ミシガン州にあるNWAグレートレイクス・プロレスリングスクールにてトレーニングを開始し、その後スクールの経営事情もあり、カナダ・オンタリオ州にあるスクールに移る。2000年に、BCWにてデビュー。その後はインディー団体を転戦。

### TNA
2003年にTNAに入り、初登場の試合でXディヴィジョン王座を獲得する衝撃のデビューを飾る。翌月にはジェリー・リンを破りWWAを奪取し、9月にはスーパーXカップを優勝するなど大活躍する。2004年に入っても、2度目のXディヴィジョン王者に再度輝き、チームUSAのメンバーとしてワールドXカップも優勝し、Xディヴィジョンの中心選手として暴れまわった。
2006年8月にはZERO-ONE MAXに参戦するため来日。アレックス・シェリーとのタッグで、NWAインターナショナルライト級タッグ王座を保持する日高郁人と藤田ミノルに挑戦し奪取に成功する。10月にはセンシを下し3度目のXディビジョン王座を獲得した。2007年には4度目の戴冠に成功している。その後、アレックス・シェリーとのタッグチーム、モーターシティ・マシンガンズを結成。
2007年6月には全日本プロレスのジュニア・ヘビー級リーグ戦に出場し、決勝で近藤修司を破り優勝を果たした。8月26日両国国技館大会では、中嶋勝彦の持つ世界ジュニアヘビー級王座に挑戦したが、惜しくも敗北した。
TNAでもモーターシティ・マシンガンズとして人気を確立し、日本においてもレッスル・エイド・プロジェクトを皮切りにZERO1-MAXに度々参戦し知名度を高めた。
2008年10月、プロレス・エキスポの大陸別タッグトーナメントに北米代表としてエントリー。準優勝に終わるが決勝戦（田中将斗＆関本大介）も含め好試合を連発し更に評価を高めた。
2009年1月4日には新日本プロレスの東京ドーム大会でアレックス・シェリーとのコンビでNO LIMITからIWGPジュニアタッグ王座を奪取している。TNAのリングで3度防衛するが7月に田口隆祐とプリンス・デヴィットのApollo 55に敗れタイトルを失っている。
アメリカに戻るとモーターシティ・マシンガンズとしてタッグ戦線の前線に立ち、ジェネレーション・ミーやブリティッシュ・インベンション、メキシカン・アメリカン、ビアマネー・インク、チーム3Dといったタッグとタッグ王座を争い抗争を繰り広げ、2010年7月にTNA世界タッグ王座を獲得。12月に新日本プロレスに2日間だけ参戦し、No LimitとApollo 55と対戦をしている。
2011年1月にビアマネー・インクに敗れ王座から陥落してしまう。4月の試合中にアナーキアの攻撃で膝を痛め、5月に右膝の手術をしている。手術後も試合に出場することがなく、7月に前十字靭帯と内側側副靭帯の断裂が発表され長期間の離脱を余儀なくされている。
2012年3月に復帰、モーターシティ・マシンガンズとしての活動を再開するが、5月にアレックス・シェリーが退団をするとタッグは消滅。以降はシングルプレイヤーとして活動をするようになるが、6月に再び前十字靭帯の断裂とその治療のために長期離脱をしてしまう。
2013年5月に復帰し、翌月にはスーサイドからディヴィジョン王座を獲得するがすぐにスーサイドに奪われている。7月にブリー・レイの持つTNA世界ヘビー級王座に挑戦、勝利してタイトルを初戴冠している。しかし、前王者とのリマッチに敗れ初防衛を果たせずタイトルを手放している。その後はベルベット・スカイと行動を共にするようになった。

### インディー団体
2014年5月にTNAから退団したことを発表。以降はインディー団体への参戦を続けている。
2018年、新日本プロレス主催BEST OF THE SUPER Jr. 25に初参戦。新日本プロレスには9年ぶりの参戦となる。

## エピソード
- クリス・セイビンのリングネームは、大好きなファイナルファンタジーVIに登場するキャラ「セイビン・レネ・フィガロ（日本ではマッシュ・レネ・フィガロ）」から取っている。これからも分かるように、大のゲーム好きである。
- ドラゴンボールの大ファン。試合のコスチュームで漢字の入ったジャンパーを着ていたことがあるが、これはドラゴンボールを意識して作ったものだとされている。髪を金髪にしてからはニックネームをスーパーサイヤ人からもじって「スーパーセイビン」と呼んでいる。

## 得意技

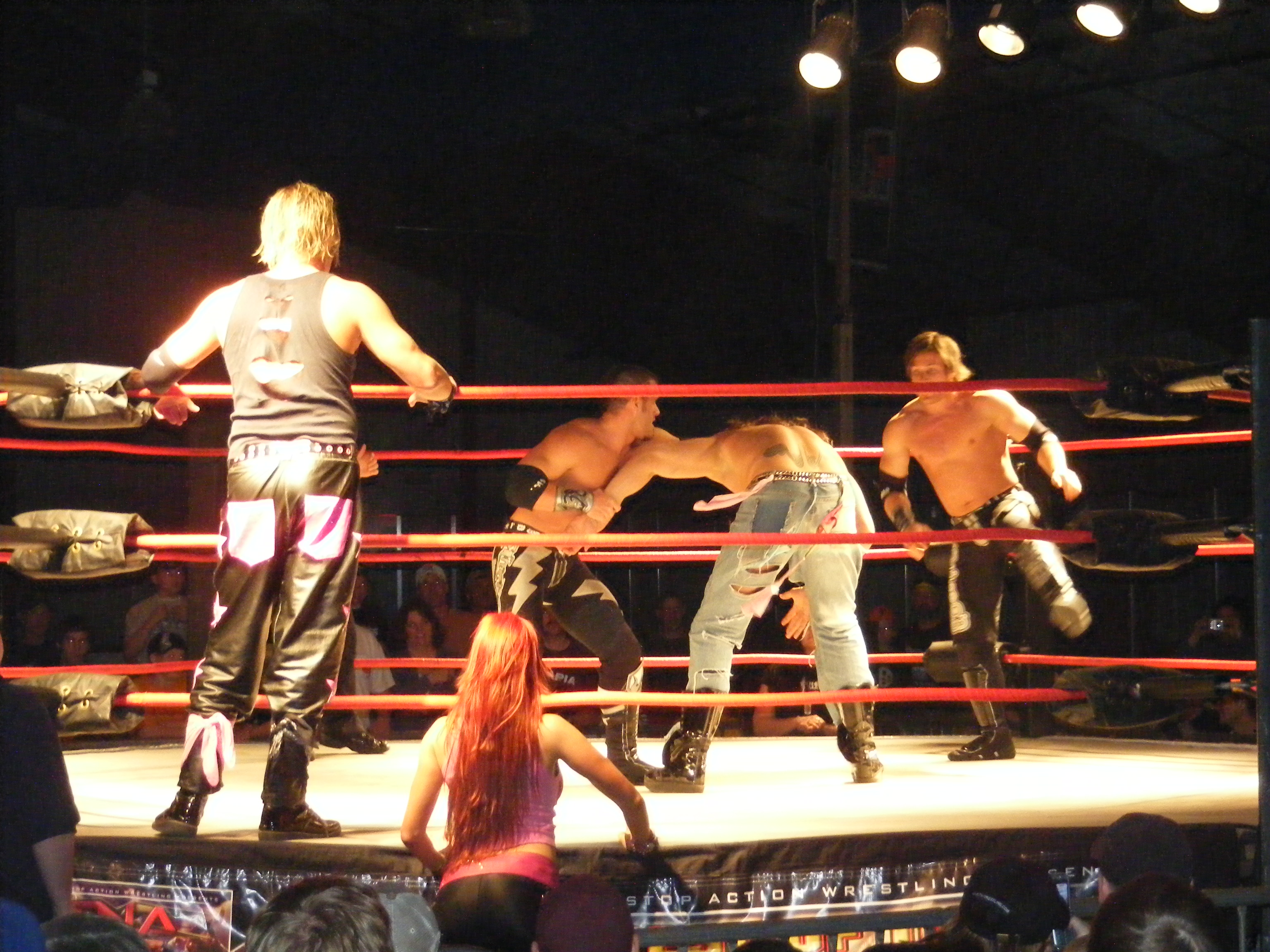
モーターシティ・マシンガンズASCS Rush

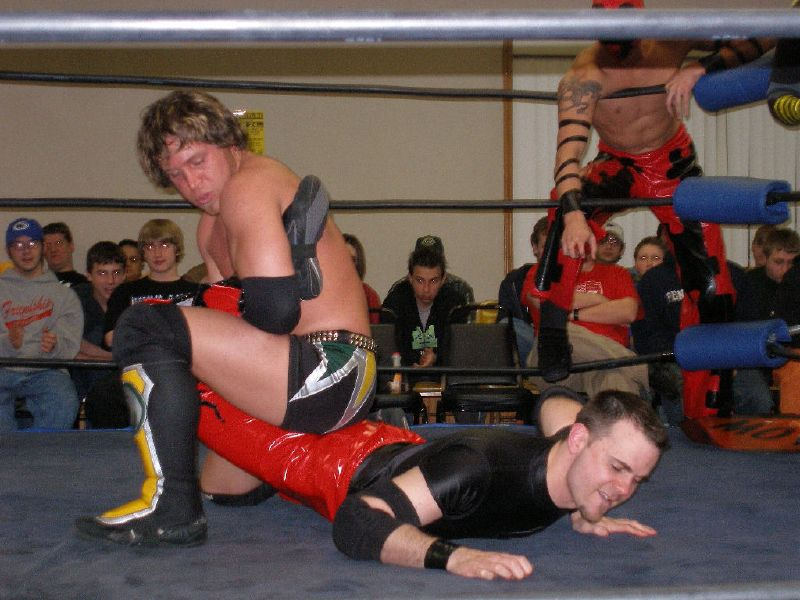
シャープシューター

### フィニッシュ・ホールド
オール・ヘイル・セイビン
変形みちのくドライバーII。
ブレーンバスターの体勢から相手の右足を4の字の形で交差させて左足をクラッチし、そのまま担ぎ上げて前方にみちのくドライバーIIのように落とす相手は脳天からマットに突き刺す技。持ち上げてからタメを作ることもある。2013年から使用している。

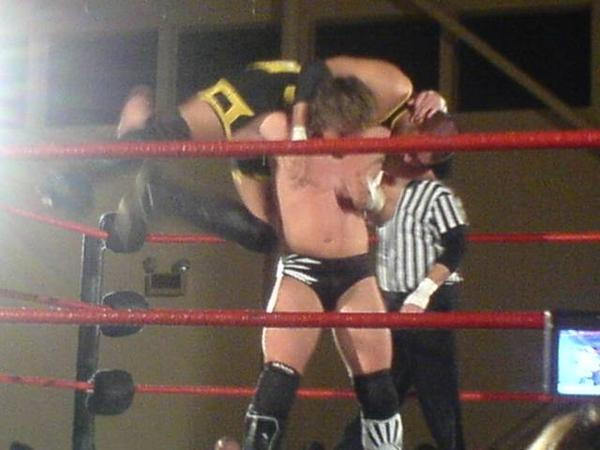
クレイドル・ショック
相手の足を交差させてのハリケーンドライバー。

### 打撃技
エルボー
エルボー・スタンプ
バックエルボー
ナックルパンチ
バックハンド・チョップ
チョップ・スマッシュ
クローズライン
ドロップキック
延髄斬り
各種蹴り技
ローキック、ミドルキック、ハイキック、ローリング・ソバット
ニーリフト
ヘジテーション
コーナーに逆さ吊りにした相手への走りこみ式低空ドロップキック。滞空時間が長いのが特徴。

### 投げ技
ウィップフラッシュエフェクト
ターンバックル式アウトサイダーズエッジ 。
相手をアウトサイターズエッジの体勢で相手を持ち上げコーナーポストに向かって相手をターバックルに投げ捨てる技。
チキンウィング・パイルドライバー
ダブルアームの体勢から相手を垂直に倒立させるまで持ち上げて落とすパイルドライバー。
オーバーイージーDDT
カナディアン・バックブリー
カーの体勢から、DDTのように落とす。
トルネードDDT
DDT
フューチャー・ショック
フィッシャーマンバスターと同じ技。
シットダウン・パワーボム
ジャーマンスープレックス
スープレックス
スーパープレックス
ジャーマンスープレックス
雪崩式ジャーマン・スープレックス
相手がコーナーポスト上で後ろを向いている時に走って飛びつき、相手がうつ伏せで落ちるように投げる。

### 関節技
シャープシューター

### フォール技
バックスライド
スモール・パッケージホールド
スクールボーイ
ジャックナイフ・ホールド
ローリング・クラッチ
ローリング・バック・クラッチ

### 連携技
ザ・ダートボム
相手の両サイドから太腿を掴んで担ぎ上げ、首後ろに手を回して前方回転させながらセイビンは開脚式、シェリーは横捻りで倒れ込んで後頭部から叩きつける新合体技。技名はデトロイト出身のバンド名に由来。
メイドインデトロイト
アレックス・シェリーとの合体技。
シェリーのスライス・ブレッド#2とセイビンのシットダウン式パワーボムを同時に繰り出す。
サンダー・エクスプレス
アレックス・シェリーとの合体技。
セイビンがコンプリートダストの体勢で相手をマットに叩き付けるのを見計らいながら、シェリーがダイヤモンド・カッターを仕掛ける。
ASCSラッシュ
アレックス・シェリーとの連携技。シェリーのスーパー・キックとセイビンの延髄斬りを同時に繰り出す。
ブレット・ポイント
アレックス・シェリーとの連携技。コーナーに逆さ吊りにした相手に、シェリーのベースボール・スライド（スライディング式ドロップキック）とセイビンのヘジテーション（超滞空ドロップキック）を同時に繰り出す。

## タイトル歴
インパクト・レスリング
- TNA世界ヘビー級王座 : 1回

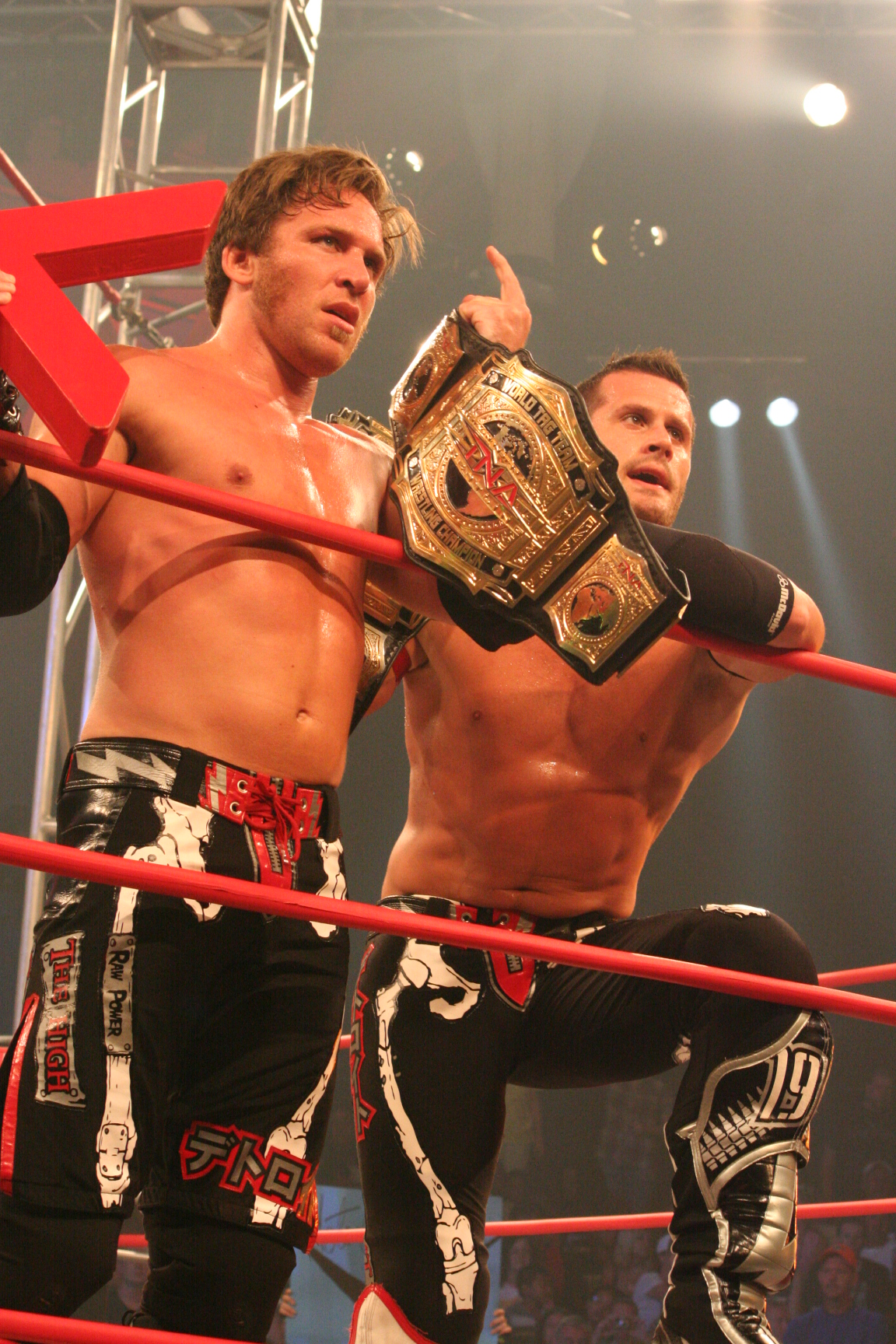
TNA世界タッグ王座タッグ王者時代

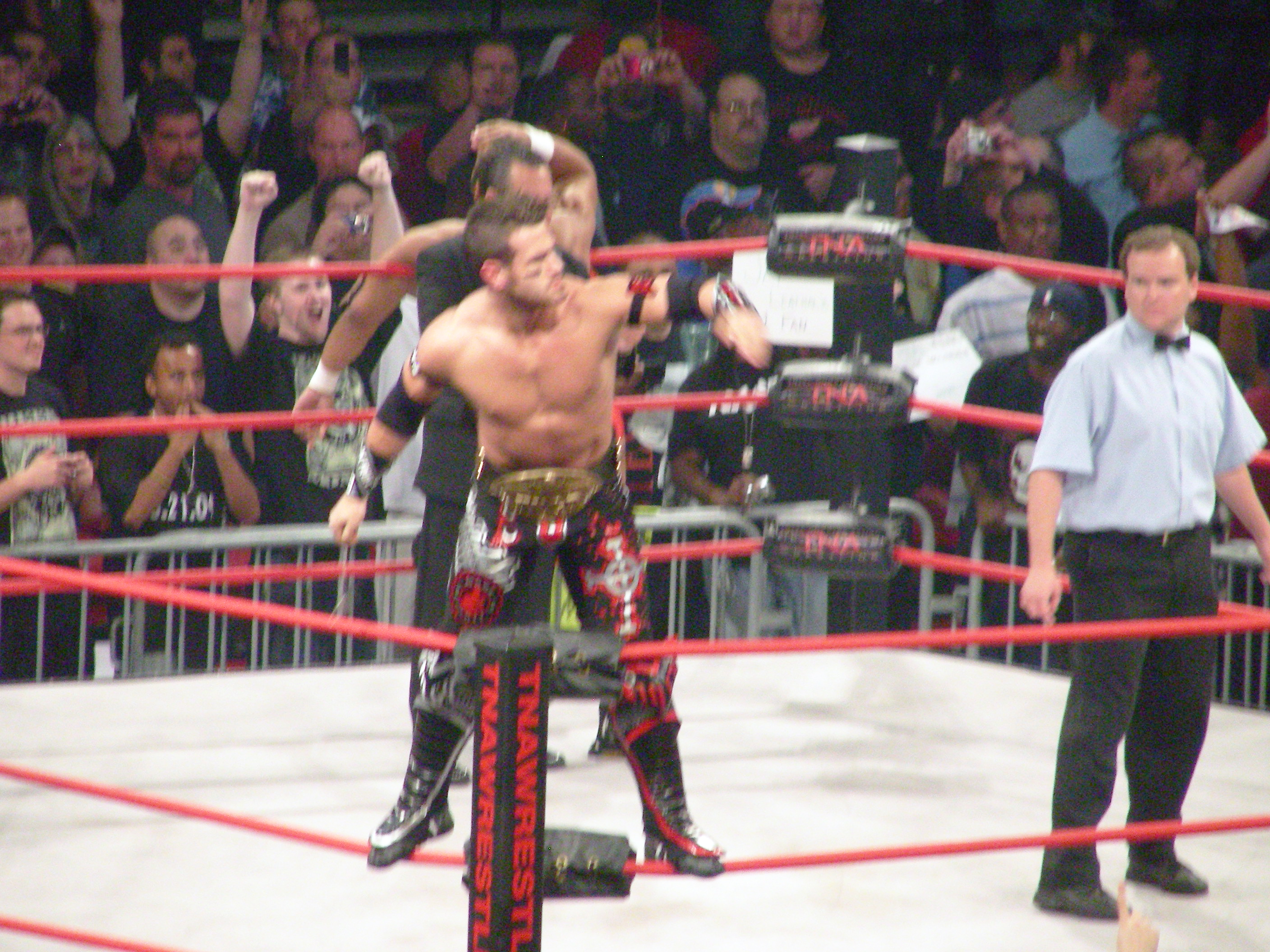
IWGPジュニアタッグ王座アレックス・シェリー

- TNA世界タッグ王座 : 1回 w/アレックス・シェリー
- Xディヴィジョン王座 : 10回
- スーパーXカップ優勝（2003年）
- ワールドXカップ優勝 （2004年、2006年）

WWE
- WWEタッグチーム王座 : 1回 w /アレックス・シェリー

ROH
- ROH世界タッグ王座 : 1回（第49代） w/アレックス・シェリー

新日本プロレス
- IWGPジュニアタッグ王座 : 1回（第23代）w/アレックス・シェリー（「モーター・シティ・マシンガンズ」で）
- STRONG無差別級タッグ王座 : 1回（第2代）w/アレックス・シェリー

全日本プロレス
- ジュニア・ヘビー級リーグ戦優勝（2007年）

NWA
- NWAインターナショナルライトタッグ王座 : 1回（第6代）w/アレックス・シェリー

WWA
- WWAインターナショナルクルーザー級王座 : 1回